# Laudes
Laudes, latin, plural av laus ’lov(sång)’, är en morgonbön enligt tidegärdens ordning. Den bedjes vanligtvis klockan 06.00, men också ofta något senare för att passa bättre in i arbetsdagen.
I laudes ingår Benedictus eller Sakarias lovsång från Lukas 1:68–79, flera psaltarpsalmer, responsorium, bibelläsning, en hymn och böner enligt ordinarium.